# Exetasis longicornis
Exetasis longicornis är en tvåvingeart som först beskrevs av Wilhelm Ferdinand Erichson 1840.  Exetasis longicornis ingår i släktet Exetasis och familjen kulflugor. Inga underarter finns listade i Catalogue of Life.